# Musrara

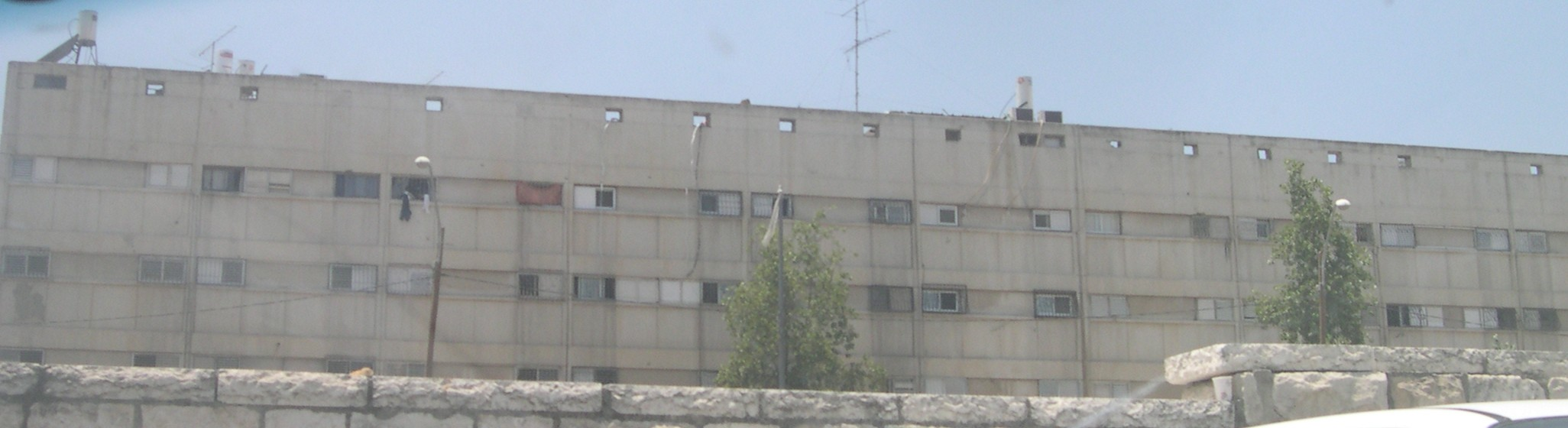
Objekt ve čtvrti Musrara se střeleckými pozicemi na střeše z doby před rokem 1967

Musrara (hebrejsky: מוסררה, arabsky: مصرارة, oficiálně hebrejsky Moraša, מורשה) je městská čtvrť v centrální části Jeruzaléma v Izraeli.

## Geografie
Leží v nadmořské výšce přes 750 metrů, severně od Starého Města. Na západě s ní sousedí čtvrť Migraš ha-Rusim, na severu Me'a Še'arim a Bejt Jisra'el. Leží na dotyku se Zelenou linií, která do roku 1967 rozdělovala Jeruzalém. Východně odtud již leží arabská čtvrť Masudija a Bab az-Zahra. Na jejich rozhraní probíhá přibližně v trase Zelené linie silnice číslo 60 (Sderot Chejil ha-Handasa). V roce 2011 byla podél ní dobudována tramvajová trať Populace čtvrti je židovská.

## Dějiny
Do války za nezávislost v roce 1948 šlo o luxusní čtvrť, kterou od roku 1889 budovali bohatí křesťanští Arabové. Během války, kdy ji v rámci Operace Kilšon zpočátku ovládli Izraelci, tu probíhaly těžké boje a část zástavby byla zničena. Od roku 1950 se tu usazovali chudí židovští přistěhovalci. Čtvrť trpěla těžkou sociální a ekonomickou situací a byla vystavena opakovaným střeleckým útokům z jordánských pozic. Bezpečnostní situace se zlepšila po roce 1967, ekonomické problémy ale trvaly minimálně do 90. let 20. století. Počátkem roku 1971 se tu v reakci na pociťovanou diskriminaci orientálních (mizrachi) Židů ze strany většinové společnosti, v níž dominovali aškenázové, zformovalo hnutí Černých panterů. V roce 1979 nad čtvrtí zahájila patronát židovská komunita v Los Angeles.
Rozkládá se na ploše přes 160 dunamů (16 hektarů). Žije tu cca 4500 lidí v 860 domech. Z toho 350 domů pochází z hromadné sídlištní výstavby z 50. let 20. století, zbytek je původní architektura arabské provenicence. Sídlo tu má ministerstvo školství. V roce 1993 tu byl otevřen komplex budov jeruzalémské městské samosprávy.